# Tadeusz Kubacki
Tadeusz Kubacki (ur. 24 listopada 1938 w Piotrkowie Trybunalskim, zm. 10 marca 2007) – polski pięściarz, zawodnik klubów Unii Piotrków Trybunalski, Gwardii Łódź i Widzewa Łódź, srebrny (1962) i brązowy (1964) medalista Spartakiady Gwardyjskiej w kategorii ciężkiej.
Indywidualny mistrz Polski w kategorii ciężkiej (1964), trzykrotny wicemistrz (1962 w wadze półciężkiej, 1967 i 1969 w ciężkiej) i trzykrotny brązowy medalista (1961 w kategorii półciężkiej, 1966 i 1970 w ciężkiej).
Był czynnym zawodnikiem w latach 1953–1973, stoczył 308 walk, z czego 210 wygrał, 22 zremisował i 76 przegrał.